# Апостольська адміністратура Призрен
 Апостольська адміністратура Прізрен  (лат. Apostolica Administratio Prisrianensis) — Апостольська адміністратура Римо-Католицької церкви з центром в місті Прізрен, Косово. Підпорядковується безпосередньо Святому Престолу. Кафедральним собором апостольської адміністратури Прізрен є церква Пресвятої Діви Марії Неустанної Допомоги.

## Історія
дієцезія Прізрен була утворена в V столітті. Відомо, що в VI столітті серед єпископів Ілір був єпископ Прізренський Павло. Після вторгнення варварів дієцезія припинила своє існування. У 1020 році єпископ Прізрена згадується як вікарний єпископ дієцезії Охрид.
У 1618 році папа Павло V заснував дієцезію Прізрен. З 1622 року дієцезія Прізрен перебувала в управлінні Конгрегації пропаганди віри.
2 жовтня 1969 дієцезія Прізрен була об'єднана з дієцезією Скоп'є і стала називатися дієцезією Скоп'є-Прізрен.
24 травня 2000 Святий Престол, розділивши дієцезію Скоп'є-Прізрен, заснував окрему Апостольську адміністратуру Прізрен.

## Джерело
- Інформація на сайті catholic-hierarchy.org [Архівовано 11 квітня 2016 у Wayback Machine.]